# ددسوسمار
ددسوسمار (نام علمی: Theriosuchus) نام یک سرده از رده خزندگان است.